# Ivan Stewart

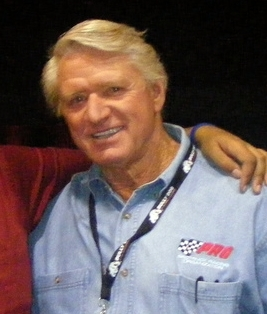
Iván Stewart fotografiado en 2008.

Ivan "Ironman" Stewart es un conductor de autos off road. 

## Historia
En 1973, Iván fue puesto de copiloto en la carrera Ensenada 300 en un buggy clase 1-2. su piloto se fracturó una pierna días antes de la carrera así que Stewart manejo el carro, y ganó la carrera. Después de algunas victorias se unió al Toyota factory team en 1983. Obtuvo un total de 82 victorias. Ganó 17 carreras en la serie Mickey Thompson Entertainment Group (MTEG) una serie de estadio norteamericana, también 17 Baja 500, tres Baja 1000. Ha ganado diez campeonatos por puntos, incluyendo 4 SCORE World championships (campeonatos mundiales de SCORE) y 3 campeonatos MTEG. Es el único que ha ganado el overall rebasando a todos los vehículos incluyendo motocicletas mientras manejaba un 4 ruedas en la baja 1000 en solitario.
Stewart se retiró de las carreras en el 2000 debido a problemas con los mecánicos de su equipo. El Ironman (Hombre de hierro) continuó en las carreras off road convirtiéndose en el fundador del ProTruck Racing Organization (Organización de carreras ProTruck) . Desde entonces Toyota introdujo al mercado la Toyota Tundra y pronto fabricaron una limitada cantidad de Pick Ups como la edición de Iván Stewart Ironman. Estos vehículos tienen un paquete especial hecho por Iván Stewart en conjunto con Toyota Racing Development (TRD) el cual incluye lantas, interior, parrilla y supercargador.
Iván Stewart también tuvo mucha fama en el videojuego Circuit, Dejando su nombre y estilo de competición en estadio en una serie de videojuegos llamada "Super Off Road".
- Datos: Q6097560
- Multimedia: Ivan Stewart / Q6097560